# Richard L. Hoffman
Richard Lawrence Hoffman (* 25. September 1927 in Roanoke, Virginia; † 10. Juni 2012 in Clifton Forge, Virginia) war ein US-amerikanischer Zoologe.
Er ist bekannt als internationaler Experte für Doppelfüßer und eine führende Autorität auf dem Gebiet der Naturgeschichte von Virginia und den Appalachen. 
Hoffman war fast 30 Jahre lang Biologie-Professor an Virginia Radford University und Kurator von wirbellosen Tieren in der Virginia Museum of Natural History für weitere 20 Jahre. 
Er war Mitbegründer der Virginia Natural History Society, hat über 400 Arten von Tausendfüßler beschrieben und schrieb mehr als 480 wissenschaftlichen Publikationen. Ihm zu Ehren sind mehr als 30 Tierarten benannt, darunter der Salamander Plethodon hoffmani und der Hundertfüßer Nannarrup hoffmani.